# Mechanitis polymnia
Mechanitis polymnia — вид денних метеликів родини сонцевиків (Nymphalidae).

## Поширення
Вид поширений в Центральній і Південній Америці від Мексики до тропічних лісів Амазонії.

## Опис
Розмах крил становить 65–75 мм. Дуже мінливий вид. Візерунок крил складається з червоного, жовтого і чорного кольорів, але вид можна розпізнати за ізольованою яскраво-червоною круглою плямою без коми в анальному куті на верхній поверхні передніх крил, яка є в обох статей.

## Спосіб життя
Молі живуть майже у різноманітних місцях проживання. Наприклад, вони також поширені на вулицях усіх великих міст Коста-Рики. На відміну від споріднених видів, які літають тільки в тіні лісів, вонитрапляються і під прямими сонячними променями над відкритими місцями.
Метелики відкладають яйця групами по 10-40 штук. Гусениці плетуть з павутини гніздо на рослинах і живуть колоніями. Личинки живляться листям рослин з роду Solanum.

## Мімікрія
Метелики містять у собі токсини і є несмачними для птахів, тому багато інших видів метеликів наслідують їх зовнішнім виглядом, щоб уберегтися від хижаків. На Mechanitis polymnia дуже схожі Tithorea harmonia, Melinaea ethra, Hypothyris lycaste, Thyridia psidii, Dismorphia amphione, Dismorphia eunoe, Eueides isabella, Heliconius ismenius. Деякі птахи навчилися розпізнавати візерунки отруйних і їстівних видів, тим не менше, завдяки маскуванню більшість їстівних метеликів виживають.

## Підвиди
- M. p. polymnia (Суринам, Французька Гвіана, Бразилія)
- M. p. isthmia Bates, 1863 (Мексика, Панама, Коста-Рика)
- M. p. chimborazona Bates, 1864 (Еквадор)
- M. p. lycidice Bates, 1864 (Мексика, Гватемала, Гондурас)
- M. p. veritabilis Butler, 1873 (Колумбія, Венесуела)
- M. p. dorissides Staudinger, [1884] (Перу)
- M. p. casabranca Haensch, 1905 (Бразилія (Мінас-Жерайс))
- M. p. eurydice Haensch, 1905 (Перу)
- M. p. caucaensis Haensch, 1909 (Колумбія)
- M. p. werneri Hering, 1925 (Колумбія)
- M. p. angustifascia Talbot, 1928 (Перу, Бразилія)
- M. p. apicenotata Zikán, 1941 (Бразилія (Амазонас))
- M. p. mauensis Forbes, 1948 (Бразилія (Пара))
- M. p. proceriformis Bryk, 1953 (Перу)
- M. p. bolivarensis Fox, 1967 (Венесуела)
- M. p. kayei Fox, 1967 (Тринідад)